# VPS26B
VPS26B (англ. VPS26, retromer complex component B) – білок, який кодується однойменним геном, розташованим у людей на короткому плечі 11-ї хромосоми. Довжина поліпептидного ланцюга білка становить 336 амінокислот, а молекулярна маса — 39 155.
| 10         |  | 20         |  | 30         |  | 40         |  | 50         |
| ---------- |  | ---------- |  | ---------- |  | ---------- |  | ---------- |
| MSFFGFGQSV |  | EVEILLNDAE |  | SRKRAEHKTE |  | DGKKEKYFLF |  | YDGETVSGKV |
| SLALKNPNKR |  | LEHQGIKIEF |  | IGQIELYYDR |  | GNHHEFVSLV |  | KDLARPGEIT |
| QSQAFDFEFT |  | HVEKPYESYT |  | GQNVKLRYFL |  | RATISRRLND |  | VVKEMDIVVH |
| TLSTYPELNS |  | SIKMEVGIED |  | CLHIEFEYNK |  | SKYHLKDVIV |  | GKIYFLLVRI |
| KIKHMEIDII |  | KRETTGTGPN |  | VYHENDTIAK |  | YEIMDGAPVR |  | GESIPIRLFL |
| AGYELTPTMR |  | DINKKFSVRY |  | YLNLVLIDEE |  | ERRYFKQQEV |  | VLWRKGDIVR |
| KSMSHQAAIA |  | SQRFEGTTSL |  | GEVRTPSQLS |  | DNNCRQ     |  |            |

A: Аланін

C: Цистеїн

D: Аспарагінова кислота

E: Глутамінова кислота

F: Фенілаланін

G: Гліцин

H: Гістидин

I: Ізолейцин

K: Лізин

L: Лейцин

M: Метіонін

N: Аспарагін

P: Пролін

Q: Глутамін

R: Аргінін

S: Серин

T: Треонін

V: Валін

W: Триптофан

Кодований геном білок за функцією належить до фосфопротеїнів. 
Задіяний у таких біологічних процесах, як транспорт, транспорт білків. 
Локалізований у цитоплазмі, мембрані, ендосомах.